# Dąbrówka (gmina Dziemiany)

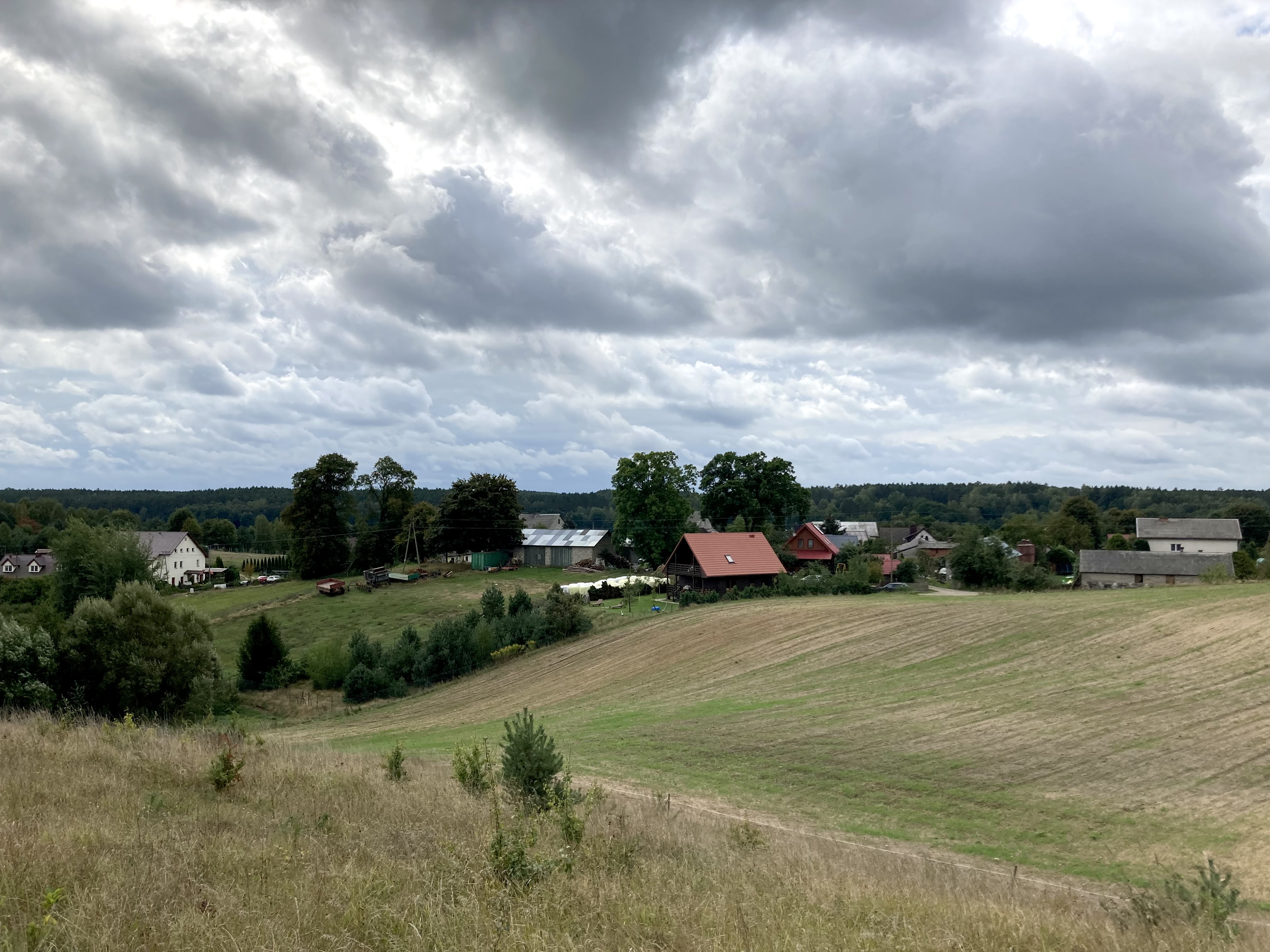
Dąbrówka widziana od północy wczesną jesienią

Dąbrówka (dodatkowa nazwa w j. kaszub. Mëgòwò; niem. Dombrowa) – mała osada kaszubska w Polsce położona w województwie pomorskim, w powiecie kościerskim, w gminie Dziemiany na obszarze Wdzydzkiego Parku Krajobrazowego nad jeziorem Słupino. Wieś wchodzi w skład sołectwa Piechowice.
W latach 1975–1998 miejscowość położona była w województwie gdańskim.